# Beňov
Beňov (deutsch Beniow) ist eine Gemeinde in Tschechien. Sie liegt sechs Kilometer südöstlich von Přerov und gehört zum Okres Přerov.

## Geographie
Beňov befindet sich am westlichen Abfall der Podbeskydská pahorkatina (Vorbeskidenhügelland) zur Obermährischen Senke (Hornomoravský úval). Das Dorf liegt linksseitig der Moštěnka zwischen den Einmündungen der Bäche Tučínský potok und Beňovský potok. Nördlich erhebt sich der Tmeň (260 m), im Südosten die Obora (303 m), südlich die Vranice (332 m) und der Holý kopec (360 m), im Südwesten die Robotňa (283 m) sowie nordwestlich die Švédské šance (298 m). Gegen Südosten erstreckt sich das Waldgebiet Obecní les und südlich der Přestavlcký les. Nördlich des Dorfes liegt die Wüstung Běškovice bzw. Běšovice.
Nachbarorte sind Želatovice im Norden, Prusy, Čechy und Domaželice im Nordosten, Marianín und Líšná im Osten, Kocanda, Zámeček, Prusinovice und Pacetluky im Südosten, Karlovice, Kostelec u Holešova, Stará Ves und Přestavlky im Süden, Dobrčice im Südwesten, Mlýn Stolbach und Horní Moštěnice im Westen sowie Lověšice und Újezdec im Nordwesten.

## Geschichte
Die erste urkundliche Erwähnung des Dorfes erfolgte 1365 in der Landtafel als Beynow bzw. Bínov. Der Ort ist aber wesentlich älter. Die Wassermühle entstand wahrscheinlich bereits im 13. Jahrhundert, ein dort aufgefundener Mühlstein trägt die Inschrift ANNO 1226. Es wird vermutet, dass sowohl ein 1130 als Zeuge erwähnter Vladike von Byn als auch der zwischen 1318 und 1322 nachweisliche Nahrad de Binon in einem Bezug dem Ort standen. Das nördlich gelegene Dorf Běškovice erlosch während der Hussitenkriege. Seine Fluren wurden zu Beňov zugeschlagen. Als Besitzer von Beňov und Běškovice wechselten sich bis zum Ende des 15. Jahrhunderts verschiedene Vladikengeschlechter aus der Umgebung ab. Nach dem Tode des Knappen Václav Sulovský von Třebule verwaltete Wilhelm von Pernstein dessen Güter treuhänderisch. Er gewährte 1481 den Untertanen das Heimfallsrecht und kaufte zehn Jahre später Sulovský nachgelassenen Waisen das Gut und die Feste Beňov ab und schlug diese seiner Herrschaft Přerov zu. Einer 1564 für Vratislav von Pernstein gefertigten speziellen Aufstellung über die Abgaben für das wüste Běškovska ist zu entnehmen, dass sowohl die Fluren des Dorfes als auch des erloschenen Hofes Bískovský in 28 gleiche Anteile aufgeteilt worden waren. Zu dem weiteren Besitzern gehörten zu Herren zu Windisch-Graetz. Das älteste Ortssiegel entstand 1710 während der Herrschaft von Leopold Victorin zu Windisch-Graetz und trägt die Umschrift PECZET DIEDINY BEYNIOWA. Während des Österreichischen Erbfolgekrieges wurde Beňov 1741 zusammen mit Horní Moštěnice von preußischen Truppen niedergebrannt. Beim Wiederaufbau ersuchten die Einwohner um Erlaubnis zum Bau einer Kirche, die ihnen jedoch versagt wurde. Stattdessen entstand die Kapelle St. Florian. Bis zur Mitte des 19. Jahrhunderts blieb das Dorf immer nach Přerov untertänig.
Nach der Aufhebung der Patrimonialherrschaften bildete Bejnov / Beynow ab 1850 eine Gemeinde in der Bezirkshauptmannschaft Kremsier. Nach dem missglückten Attentat auf Kaiser Franz Joseph I. vom 17. Februar 1853 konnte die Gemeinde ein erneutes Kirchbaugesuch als Dank an den Herrn für die Rettung des Lebens des Kaisers erfolgreich durchbringen. Pfarrort blieb nach wie vor Horní Moštěnice, 1870 wurde schließlich in Beňov eine eigene Pfarre eingerichtet. Seit 1880 gehört die Gemeinde zum Bezirk Prerau. 1964 wurde Prusy eingemeindet. der Ortsteil Beňov besteht heute aus 216 Häusern mit 625 Bewohnern. Prusy hat 70 Einwohner und besteht aus 30 Häusern. Ethnographisch gehört das Dorf zur Hanna.

## Gemeindegliederung
Die Gemeinde Beňov besteht aus den Ortsteilen Beňov (Beniow) und Prusy (Preuß).

## Sehenswürdigkeiten
- Pfarrkirche des hl. Franz von Assisi, erbaut 1853–1857
- Kapelle des hl. Florian, westlich von Beňov über dem Tal des Beňovský potok, errichtet 1741
- Kapelle des hl. Florian in Prusy
- Museum für Erzbischof Anton Cyril Stojan im Pfarrhaus, eingerichtet 1993
- Stojan-Linde (Stojanova lípa), die geschützte Winterlinde wurde 2007 zum Baum des Jahres in Tschechien gekürt
- Denkmal für die Gefallenen des Ersten Weltkrieges
- Denkmal für die Gefallenen des Zweiten Weltkrieges
- Gedenkstein für T.G.Masaryk
- Gedenkstein für Anton Cyril Stojan, errichtet 1986 an der Stelle seines Geburtshauses
- Mehrere Kreuze

## Söhne und Töchter der Gemeinde
- Anton Cyril Stojan (1851–1923), Theologe und Erzbischof von Olmütz.